# Vertij
Vertijul este un simptom caracterizat prin senzația falsă de mișcare, fie a propriei persoane, fie a obiectelor din jur, în absența unei mișcări reale. Adesea se simte ca o mișcare de rotire sau de legănare. Vertijul poate fi însoțit de greață, vărsături, transpirații sau dificultăți de mers. De obicei, devine mai intens atunci când capul este mișcat. Vertijul este cel mai frecvent tip de amețeală.
Cele mai frecvente boli care duc la vertij sunt vertijul pozițional paroxistic benign (VPPB), boala Ménière și labirintita. Cauze mai puțin frecvente includ accidentul vascular cerebral, tumorile cerebrale, tramumatism cranian, scleroza multiplă, migrenele, traumatismele și diferențele de presiune dintre urechile medii. Vertijul fiziologic poate apărea în urma expunerii la mișcare pentru o perioadă prelungită, cum ar fi pe o navă sau pur și simplu în urma rotirii cu ochii închiși. Alte cauze pot include expuneri la toxine, cum ar fi monoxidul de carbon, alcoolul sau aspirina. Vertijul indică de obicei o problemă într-o parte a sistemului vestibular. Alte cauze ale amețelilor includ presincopa, dezechilibrul și amețelile nespecifice.
Vertijul pozițional paroxistic benign este mai probabil la o persoană care prezintă episoade repetate de vertij cu mișcare și care, în general, prezintă simptome normale între aceste episoade. Episoadele ar trebui să dureze mai puțin de un minut. Testul Dix-Hallpike produce de obicei o perioadă de mișcări oculare rapide, cunoscută sub numele de nistagmus în această afecțiune. Boala Ménière se manifestă adesea prin țiuituri în urechi, pierderea auzului, iar atacurile de vertij durează mai mult de douăzeci de minute. În labirintită, apariția vertijului este bruscă, iar nistagmusul apare în absența mișcarii capului. În această afecțiune, vertijul poate dura zile întregi. Este important să fie luate în considerare și cauze mai grave, mai ales dacă sunt însoțite de slăbiciune, dureri de cap, vedere dublă sau amorțeală.
Amețelile afectează aproximativ 20-40% dintre oameni la un moment dat, în timp ce aproximativ 7,5-10% au vertij. Într-un an, aproximativ 5% dintre persoane au vertij. Devine mai frecvent odată cu vârsta și afectează femeile de două sau trei ori mai des decât bărbații. Vertijul reprezintă aproximativ 2-3% din vizitele medicale la departamentele de urgență în țările dezvoltate.